# Episodi di Billions (terza stagione)
La terza stagione della serie televisiva Billions, composta da dodici episodi, è stata trasmessa sul canale statunitense via cavo Showtime dal 25 marzo al 10 giugno 2018.
In Italia la stagione è andata in onda sul canale satellitare Sky Atlantic dal 13 aprile al 22 giugno 2018.
| n° | Titolo originale         | Titolo italiano               | Prima TV USA   | Prima TV Italia |
| -- | ------------------------ | ----------------------------- | -------------- | --------------- |
| 1  | Tie Goes to the Runner   | La cena delle idee            | 25 marzo 2018  | 13 aprile 2018  |
| 2  | The Wrong Maria Gonzalez | Scambio di persona            | 1º aprile 2018 | 13 aprile 2018  |
| 3  | A Generation Too Late    | In ritardo di una generazione | 8 aprile 2018  | 20 aprile 2018  |
| 4  | Hell of a Ride           | Un gran bel viaggio           | 15 aprile 2018 | 27 aprile 2018  |
| 5  | Flaw in the Death Star   | Falla nella Morte Nera        | 22 aprile 2018 | 4 maggio 2018   |
| 6  | The Third Ortolan        | Il cerchio si stringe         | 29 aprile 2018 | 11 maggio 2018  |
| 7  | Not You, Mr. Dake        | Lei no, signor Dake           | 6 maggio 2018  | 18 maggio 2018  |
| 8  | All the Wilburys         | Un "wilbury"                  | 13 maggio 2018 | 25 maggio 2018  |
| 9  | Icebreaker               | Rompere il ghiaccio           | 20 maggio 2018 | 1º giugno 2018  |
| 10 | Redemption               | Redenzione                    | 27 maggio 2018 | 8 giugno 2018   |
| 11 | Kompenso                 | Bonus                         | 3 giugno 2018  | 15 giugno 2018  |
| 12 | Elmsley Count            | Conteggio Elmsley             | 10 giugno 2018 | 22 giugno 2018  |

## La cena delle idee
- Titolo originale: Tie Goes to the Runner
- Diretto da: Colin Bucksey
- Scritto da: Brian Koppelman e David Levien

### Trama
Il nuovo procuratore generale Waylon Jeffcoat consegna a Chuck una lista di casi, riguardanti prevalentemente l'alta finanza, considerati prioritari per il suo distretto. Jeffcoat conferma la sua fiducia nei confronti di Chuck, facendogli però capire che si aspetta risultati significativi nella lotta al crimine finanziario, pur sottolineando come nel caso Axelrod sia destinato a lasciare che sia Dake del Distretto Est a godersi la vittoria.
Dake ha disposto il blocco dei fondi della Axe Capital. Messo con le spalle al muro, l'unica soluzione che si prospetta per Axe è cedere il comando della società, accettando di subire un'interdizione momentanea della licenza di operatore trader. Troppo orgoglioso per rinunciare alla sua creatura, Axe rifiuta ostinatamente questa soluzione. Lara, che si sta separando da lui, pretende di scorporare i suoi soldi dal fondo della Axe Capital per avere una riserva in caso di necessità. Chuck chiede a Dake di fare in modo, quando si andrà a processo, che non sia coinvolta Wendy. Dake accetta, pur riservandosi di chiedere un favore a Chuck in futuro. Axe riesce a strappare un invito alla "cena delle idee", annuale incontro esclusivo dei trader in cui si valutano nuove opportunità di investimento. Chuck prova a ricucire con Ira dopo il crac della Ice Juice, offrendogli una poltrona in un consiglio d'amministrazione che potrebbe permettergli di guadagnare parecchio e rifarsi delle perdite subite. Charles chiede a Foley di trovare un candidato alternativo a Chuck per la corsa a governatore, ritenendo che lo scandalo della Ice Juice rischi di giocare a sfavore del figlio. Foley però resta convinto che Chuck sia la scelta migliore. Passato al Distretto Est per istruire la causa contro Axe, Bryan prova a instaurare un legame amichevole con Dake e gli chiede chi ha effettuato la segnalazione da cui è partito il procedimento. Ovviamente Dake non può fargli il nome di Chuck, altrimenti le loro trame sotterranee verrebbero svelate.
Alla fine Axe decide di mettere l'interesse dei dipendenti davanti al suo orgoglio personale, accettando di lasciare la guida della Axe Capital. Con una mossa a sorpresa, Axe manda Taylor alla "cena delle idee" per sottoporre agli altri trader la proposta di investire nei chip per la domotica.
- Ascolti USA: telespettatori 928.000 – rating 18-49 anni 0,2%[3]

## Scambio di persona
- Titolo originale: The Wrong Maria Gonzalez
- Diretto da: Noah Emmerich
- Scritto da: Adam R. Perlman

### Trama
Axe ha firmato l'accordo per rinunciare al trading, tuttavia i rimorsi di aver gettato al vento un'intera carriera lo inducono a operare di nascosto dietro le quinte. Confinato a casa, la sua sicurezza è affidata a John Aksoy e Tim Dones, due giovani guardie del corpo molto qualificate. Il giudice sorteggiato per il processo contro Axe è Leonard Edward Funt, un iperliberista sicuramente vicino alle posizioni del trader. Chuck è preoccupato anche per alcuni trascorsi avuti con il giudice Funt, al quale diversi anni prima concesse un favore mai saldato. Taylor conduce la prima fase di investimenti della Axe Capital, ma un inatteso tsunami in Brasile complica i suoi piani e induce i trader a non fidarsi completamente di qualcuno che non sia Axe. Quest'ultimo, vedendo i dati negativi della Borsa, torna in sede per dare consigli a Taylor e ai dipendenti su come operare.
Chuck chiede all'amico DeGiulio di farsi trovare pronto quando Funt verrà ricusato e si dovrà nominare il suo sostituto. Nell'ufficio di Chuck arriva un certo Karl Allard che si presenta come il suo nuovo assistente procuratore. Chuck è costretto ad accettare l'ingresso di Karl nel suo team, poiché è raccomandato da Dake, quindi si tratta del favore che doveva al procuratore del Distretto Est. Bryan bracca Maria Gonzalez, la colf guatemalteca al servizio di Victor Mateo, che ha avvelenato le bevande della Ice Juice per conto del suo datore di lavoro. Dopo aver ricevuto la visita di Bryan, Victor allerta Axe che i segugi di Chuck sono sulle sue tracce. Attraverso le competenze d'intelligence di Aksoy, Axe riesce a far espellere Maria Gonzalez dagli Stati Uniti per irregolarità nel permesso di soggiorno, scambiando la sua identità con quella di un'altra persona detenuta in un centro immigrazione. Dake tenta di coinvolgere nel caso il procuratore generale Jeffcoat, il quale però non intende agire nei confronti di una donna resasi responsabile di diversi reati sul suolo americano. Taylor vuole esaminare tutte le operazioni effettuate da Ben Kim, un giovane analista laureato a Stanford che lavora alla Axe Capital da poco tempo. Lara rimprovera Axe di non occuparsi dei figli nei tempi previsti dalla custodia condivisa, essendo nuovamente occupato con i suoi intrallazzi lavorativi.
Chuck incontra il giudice Funt e, richiamando il favore dei vecchi tempi, ne ottiene la ricusazione dal caso Axelrod. Taylor riesce a convogliare i 2.000.000.000 $ di investimenti residui in fondi esterni, così che la Axe Capital diventi investitore passivo di uno zuccherificio in Sud America. Axe definisce notevole la sua mossa, avendolo confinato fuori dalla Axe Capital per lasciargli una piccola fetta della torta. In Guatemala un autobus scarica Maria Gonzalez in una strada desolata.
- Ascolti USA: telespettatori 839.000 – rating 18-49 anni 0,2%[4]

## In ritardo di una generazione
- Titolo originale: A Generation Too Late
- Diretto da: Colin Bucksey
- Scritto da: Wes Taylor

### Trama
Axe e Lara firmano i documenti del divorzio, lasciandosi in buoni rapporti perché Axe non si è opposto (pur avendone diritto) all'equa divisione dei loro soldi. Axe parla di circa 300.000.000 $ nascosti che gli serviranno per ricominciare quando i giudici prosciugheranno i fondi della Axe Capital. Jeffcoat vuole che l'ufficio di Chuck riapra le indagini sul caso di Jose Lugo, un detenuto responsabile dell'omicidio di una guardia carceraria. Taylor inizia i colloqui per assumere un trader esperto nei quant. I dipendenti della Axe Capital, preoccupati che un cambio di strategia così repentino possa mettere a rischio il loro posto di lavoro, si rivolgono a Wendy che consiglia loro di sopravvivere reinventandosi. Aksoy e Dones intercettano Ira al ristorante mentre si scusa con la fidanzata, lamentando che i problemi economici seguiti al fallimento della Ice Juice li costringeranno a ridimensionare i loro progetti di vita.
Axe ha bisogno di trovare qualcuno a cui fare da intermediario, non potendo più operare direttamente con i fondi, e individua la persona giusta in Michael Panay, un vecchio amico caduto in disgrazia dopo alcuni investimenti sbagliati. Axe convince Panay a entrare in affari con Raul Gomez, un poliziotto allettato dall'opportunità di investire nei fondi. Chuck non ha idea di come procedere per riaprire il caso Lugo, dato che quest'ultimo è improcessabile per il fatto che erano state documentate diverse sevizie ai suoi danni commesse dal secondino. Dopo averne discusso con Glynnis Robinson, la direttrice del carcere presso cui Lugo è detenuto, Chuck comunica a Jeffcoat che intende gettare la spugna. Di fronte alle pretese del procuratore generale di superare l'impasse a tutti i costi, Chuck si rende conto che sarà molto difficile la convivenza con il conservatore Jeffcoat, interessato a condannare Lugo per assolvere la polizia. Axe alletta Ira con la proposta di comprare a un prezzo irrinunciabile le azioni della Ice Juice, in cambio della sua rinuncia a perseguirlo in sede civile e a testimoniare contro di lui in quella penale. Passato dalla parte di Axe, Ira rischia di diventare pericoloso per Chuck, essendo disposto a mettere nei guai lui e il padre per il fallimento della Ice Juice. Questo provoca uno scontro tra Dake, rimasto fedele a Chuck in virtù del loro accordo, e Bryan, al contrario sempre più diffidente nei confronti del suo mentore. Taylor continua a scartare candidati per i quant e Wags esprime tutta la sua perplessità verso questa frontiera del mercato, ricordando come lui nel 2007 riuscì a predire la crisi dei subprime che avrebbe messo in ginocchio l'economia mondiale. Taylor abbandona la ricerca del trader quant, stabilendo tuttavia che la Axe Capital dovrà convertirsi a questo settore dal proprio interno. Wendy cerca di ristabilire la pace tra Chuck e suo padre, favorendo l'incontro dei figli con il nonno.
Ira può comprare alla fidanzata un brillante molto costoso con cui chiederle di sposarlo. Bryan inserisce Chuck e Charles nell'indagine sulla Ice Juice. Axe irrompe nell'ufficio di Panay, informandolo che deve pagare il prezzo di essere tornato sulla cresta dell'onda, rispondendo direttamente a lui.
- Ascolti USA: telespettatori 849.000 – rating 18-49 anni 0,2%[5]

## Un gran bel viaggio
- Titolo originale: Hell of a Ride
- Diretto da: John Dahl
- Scritto da: Randall Green

### Trama
(Dialogo tra Axe e Wags nell'ultima scena dell'episodio.)
Dake e Bryan offrono l'immunità a Charles in cambio di informazioni sull'operazione Ice Juice.
Tre giorni prima. Avvertito da Dake che Bryan intende interrogare suo padre, Chuck prova a ricucire con lui partecipando a una rimpatriata di ex studenti di Yale, università frequentata da entrambi. Axe incarica i suoi uomini di fornire a Bryan l'affidavit di Ira che gli consentirà di avviare l'istruttoria contro i Rhoades.
Due giorni prima. Sean Ayles avverte Axe che la World-Aid, considerate le pendenze giudiziarie a suo carico, intende rimuoverlo dal cda. Craig Heidecker si appresta a lanciare una missione nello spazio e Axe incarica Wags di far capire a Taylor che sarebbe opportuno investire nella Rayveon Solar, l'agenzia di Heidecker. Bryan coglie di sorpresa Charles, annunciandogli che lo chiamerà a deporre sul caso Ice Juice, senza però potergli offrire l'immunità. Charles afferma che, nonostante i rapporti con Chuck siano ai minimi termini, non si sente ancora nella posizione di colpire il figlio. Wags vuole prenotare la sua tomba, ma scopre che è stato preceduto da Ian Blackman, il quale può vantare rapporti migliori con la chiesa che gestisce le lapidi. Alla rimpatriata di Yale, dopo aver conferito un premio a Charles, Chuck lo avvicina in privato per farsi promettere, qualora le cose dovessero mettersi male, che sarà una figura di riferimento per suo nipote Kevin esattamente come a suo tempo lo è stata per lui. Il lancio del missile fallisce e i dipendenti della Axe Capital sono euforici all'idea di quanto guadagneranno speculando sul titolo della Rayveon Solar. Wendy riceve la notizia che Heidecker, trovandosi a bordo del missile, è morto nell'esplosione. Dake tenta in ogni modo di dissuadere Bryan dal far deporre Charles, ma alla fine si vede costretto ad autorizzarlo a offrirgli l'immunità.
Il giorno prima. Chuck annuncia a "Black Jack" Foley che, visti i guai in arrivo, dovrà trovare un altro candidato per la carica di governatore. Taylor confida a Wendy di sentirsi spiazzata perché, pur avendo creduto all'assoluta precisione dei calcoli matematici di Heidecker, aveva scommesso sul fallimento della missione e quindi contro di lui. Wendy suggerisce ad Axe che questo non è il momento di attaccare, dovendo piuttosto difendere la propria posizione. Axe si presenta alla seduta del cda di World-Aid, dove all'ordine del giorno c'è innanzitutto la valutazione di un progetto di filantropia strategia avanzato da Oscar Langstraat. Axe definisce ridicola la proposta di Oscar, finendo per indispettire i consiglieri che inevitabilmente votano a favore della filantropia strategica e successivamente decretano l'espulsione di Axe dal cda. Il senatore Scolari comunica a Charles che l'area di Kingsford, riservata al progetto del casinò, sarà invece destinata alla conservazione della fauna selvatica.
Presente. Charles definisce Ira un bugiardo, assumendosi la piena responsabilità dell'accaduto e sollevando Chuck da ogni responsabilità. Bryan però non crede alle sue parole, preannunciandogli la condanna del figlio. Dake, indispettito per come Bryan ha trattato il testimone, lo costringe perentoriamente a volgere lo sguardo altrove. Taylor acquista lo stesso orologio indossato da Heidecker, dopodiché dichiara ad Axe di aver recepito il messaggio che ha tentato di mandare attraverso Taylor. Axe ha complottato con Oscar Langstraat, la cui discussione al cda della World-Aid era una finta, per poterlo presentare a Taylor e speculare sulla filantropia strategia con la Axe Capital. Charles bussa alla porta di Chuck, segnando l'avvenuta riconciliazione tra loro. Wags riesce a spuntarla nella contesa con Blackman, ottenendo la proprietà della tomba.
- Ascolti USA: telespettatori 722.000 – rating 18-49 anni 0,1%[6]

## Falla nella Morte Nera
- Titolo originale: Flaw in the Death Star
- Diretto da: Matt Shakman
- Scritto da: Willie Reale e Adam R. Perlman

### Trama
(Taylor e Oscar alla presentazione di una startup.)
Chuck è convinto che per drogare le bevande della Ice Juice Axe si sia servito del dottor Gilbert, lo stesso medico che corruppe per non salvare Donnie Caan. Axe aveva consegnato a Gilbert il campione della sostanza tossica, incaricandolo di farla sparire, cosa che tuttavia il dottore non fece. Chuck prova a rivolgersi a Walter, il compagno di Donnie, l'unico che può avere accesso alla sua cartella clinica. Benché faccia leva sul vile comportamento di Axe, il quale ha nascosto l'esistenza della terapia sperimentale che avrebbe concesso a Donnie sei mesi di vita in più, Walter oppone a Chuck un netto rifiuto. Bryan comincia a indagare sul ruolo avuto da Lawrence Boyd nella vicenda Ice Juice. Alla Axe Capital Stearn è sempre più insofferente nei confronti di Spyros, diventato l'addetto alla compliance della Axe Capital, il cui zelo per schivare ogni minimo indizio di reato sta notevolmente limitando l'operatività dei trader. Quando i due iniziano a discutere piuttosto animatamente, Wendy li convoca nel suo ufficio per far capire loro che un conflitto aperto in questo momento sarebbe assolutamente deleterio per la società. Axe manda Taylor da Oscar in Silicon Valley per studiare nuove startup su cui investire.
Kate chiede a Chuck per quale motivo Boyd non si trova in carcere, costringendo il suo capo a rivelarle l'accordo stretto con lui per incastrare Axe. Bryan tenta di ottenere la desecretazione del faldone istruttorio riguardante Boyd aperto dal Distretto Sud, tuttavia l'intervento di Kate blocca l'istanza dei colleghi dell'Est. Il dottor Gilbert spiega ad Axe di aver bruciato il campione della sostanza tossica in laboratorio, assicurandolo che non corre alcun pericolo. Chuck stringe un accordo con Boyd, ricavando informazioni utili al suo caso in cambio del dissequestro dell'imbarcazione del manager. Spyros ordina a Wags di licenziare Stearn per aver compiuto un'operazione irregolare. Wags fa rapporto ad Axe, il quale convoca Spyros per ricordargli che adesso lavora per la Axe Capital e quindi deve restare fedele alla sua nuova famiglia. Gli uomini di Axe gli riferiscono che Gilbert non ha usufruito della mazzetta per nascondere il campione, essendo una persona umile che ha devoluto la somma ricevuta in favore della ricerca scientifica. Tra Oscar e Taylor nasce un'inattesa affinità che li conduce a trascorrere una notte d'amore nella casa del venture capitalist.
Axe comunica a Stearn che d'ora in poi tutte le sue operazioni dovranno passare attraverso il fondo di Victor Mateo, affinché sia nascoste agli occhi del fisco. Bryan ottiene l'accesso al verbale su Boyd, ma accusa Kate di aver perso di proposito per condurlo in un vicolo cieco. Ottenuto ciò che voleva, Boyd è libero di sparire dalla circolazione e, non potendo più deporre, toglie un grosso peso a Chuck. Axe capisce che Gilbert non si è sbarazzato del campione, avendolo consegnato a Chuck che a sua volta lo ha nascosto in un frigorifero.
- Ascolti USA: telespettatori 874.000 – rating 18-49 anni 0,2%[7]

## Il cerchio si stringe
- Titolo originale: The Third Ortolan
- Diretto da: John Dahl
- Scritto da: Alice O'Neill

### Trama
Chuck assolda il congolese Roland Aduba per piazzare il campione nell'appartamento di Axe. Foley vorrebbe che Chuck iniziasse a partecipare ad alcuni eventi pubblici in vista del lancio della sua candidatura, chiedendogli di poter incontrare Wendy al fine di verificare che il loro matrimonio sia abbastanza solido da resistere agli scossoni della campagna elettorale. Orrin presenta una mozione per archiviare il caso Ice Juice, una mossa utile per verificare se l'accusa possiede prove materiali contro Axe. Bryan è costretto ad ammettere di non avere nulla di concreto in mano, al che il giudice DeGiulio concede all'accusa una settimana di tempo per portare prove effettive. Taylor riceve una pianta di fiori in ufficio e i colleghi scoprono dal biglietto accompagnatorio che a spedirli è stato Oscar. Taylor discute con Wendy delle crescenti responsabilità che sente di avere su di sé, consapevole che la peggiore delle ipotesi preveda che succeda ad Axe alla guida della società.
Aduba comunica a Chuck che sono sorte alcune complicazioni e quindi deve rinunciare al suo incarico. Chuck prova a corrompere Spyros, ricordandogli il loro comune passato a difesa della legge, promettendogli che quando Axe cadrà lui potrà salvarsi. Spyros riferisce ad Axe che Wendy partecipò alla speculazione contro Ice Juice, effettuando la chiamata a Mafee direttamente dagli uffici del marito nel Distretto Sud, fatto di cui ha dato comunicazione a Bryan. Axe si precipita da Wendy, informandola di quanto è accaduto e rassicurandola che farà di tutto per evitarle la galera. Nel frattempo, Bryan consegna a Dake la lista di chi ha lanciato la speculazione, affermando che il coinvolgimento di Wendy implica automaticamente quello di Chuck. Axe è determinato a salvare Wendy, ricambiando il favore fatto da lei in passato, ma Lara lo avverte che una condanna gli farebbe perdere anche la famiglia. Oscar raggiunge Taylor per dare una mano con l'algoritmo a cui sta lavorando. Bryan offre a Chuck e Wendy il patteggiamento in cambio della loro collaborazione contro Axe. Chuck boccia la proposta, tacciandolo di ingratitudine per tutti gli anni in cui gli ha fatto da mentore. Andato via Bryan, Chuck annuncia a Wendy che devono prepararsi alla battaglia ed è opportuno che ognuno abbia il proprio avvocato.
Chuck e Wendy si recano a casa di Axe. Wendy li ha fatti riunire per provare a comporre le loro divergenze, psicanalizzandoli in coppia come fatto con Stearn e Spyros, avvertendoli che se uno di loro va a fondo automaticamente trascinerà gli altri con sé. Wendy li invita a consegnare le armi, svuotando ogni cassetto. Chuck chiede di poter andare in bagno, deviando al piano superiore per nascondere il campione. Tornato al tavolo, Chuck mostra ad Axe un vetrino del campione.
- Ascolti USA: telespettatori 984.000 – rating 18-49 anni 0,2%[8]

## Lei no, signor Dake
- Titolo originale: Not You, Mr. Dake
- Diretto da: Michael Morris
- Scritto da: Brian Koppelman e David Levien

### Trama
Chuck, Wendy e Axe individuano in Gilbert il capro espiatorio che salverà la loro posizione. L'irruzione dell'FBI a casa del dottore porta alla luce la presenza nel suo frigorifero del campione di tossina, incollato sul retro di un barattolo di ketchup. Arrestato, Gilbert non intende collaborare con Chuck e afferma che non gli conviene portarlo in tribunale, altrimenti sarà costretto a fare il suo nome e quello di Axe come attori principali dell'intera vicenda. Bryan annuncia a DeGiulio di essere in possesso delle prove richieste per tenere aperto il caso Ice Juice e che esse implicano direttamente Wendy Rhoades. Axe si era assunto il compito di falsificare i tabulati di Wendy, in modo tale che non risultasse la telefonata effettuata a Mafee dallo studio di Chuck, tuttavia i suoi sgherri gli comunicano che non sono riusciti ad hackerare l'operatore telefonico. Axe è quindi costretto a recarsi in Nuova Scozia, dove ha trovato rifugio il suo vecchio collaboratore Hall, per avvalersi dei suoi preziosi servigi.
Messo alle strette, Axe ritiene che la pedina in grado di salvare la situazione è Mafee. Costui è una persona trasparente e molto fedele ai propri principi morali, arrivato in alto grazie alle proprie capacità e a un profondo senso del dovere. Taylor suggerisce ad Axe di sfruttare l'altruismo di Mafee, disposto a infrangere la legge per avvantaggiare la Axe Capital prima che sé stesso. Wendy sa che Mafee è fortemente infatuato di lei, così si reca a casa sua e gli fa capire che rischia di finire in prigione a causa dell'unica operazione da lei effettuata. Spinto a immolarsi, Mafee si presenta da Bryan per testimoniare che è stato lui a suggerire a Wendy l'operazione. Questa mossa, unita alla falsificazione dei tabulati telefonici per intercessione di Hall, costringono l'imbarazzato Bryan a far cadere le accuse e dichiarare l'archiviazione di Axe. Il procuratore generale Jeffcoat, intervenuto per risolvere la situazione e biasimando il comportamento di Bryan nei confronti del giudice Degiulio, dispone il ritorno di Connerty nel Distretto Sud. Chuck, l'unico a uscire immacolato dal confronto, ottiene l'autorizzazione di Jeffcoat a procedere nei confronti del dottor Gilbert, affinché ci sia almeno un colpevole da dare in pasto all'opinione pubblica. Axe accetta la richiesta di patteggiamento che prevede una sanzione pecuniaria alla sua società e a Mafee, ricompensato per la sua fedeltà con una chiavetta contenente 1.000.000 in criptovaluta. Dake è stato licenziato dal procuratore generale, ammettendo con Chuck che è stato molto abile a usarlo per i propri scopi, e lancia la velata minaccia che presto o tardi troverà il modo di vendicarsi.
Wags porta Axe a festeggiare la vittoria a una festa di escort, ma il suo capo non sembra molto in vena di dedicarsi a bagordi. Dopo aver comunicato a Charles l'avvenuta archiviazione delle loro posizioni, Chuck raggiunge Wendy a letto, interrogandosi se questo successo implichi la fine della sua guerra con Axe.
- Ascolti USA: telespettatori 773.000 – rating 18-49 anni 0,2%[9]

## Un "wilbury"
- Titolo originale: All the Wilburys
- Diretto da: Mike Binder
- Scritto da: Randall Green e Alice O'Neill (soggetto); Brian Koppelman e David Levien (sceneggiatura)

### Trama
Charles e Foley pretendono che Chuck e Wendy interrompano i loro passatempi sadomaso, essendo giunto il momento di iniziare la raccolta fondi per la campagna elettorale. Wendy appoggia le ambizioni politiche del marito, il quale dovrà dimettersi da procuratore, pur esortandolo ad assumere il controllo della situazione e non farsi manovrare da Foley. Axe rientra trionfante alla Axe Capital e, ringraziando Taylor per come ha governato la barca durante la tempesta, annuncia il rinnovo completo del portafoglio societario. Axe intende lanciare un aumento di capitale di 20.000.000.000 $, con tutti gli investimenti che dovranno passare direttamente da lui. Taylor non nasconde la propria perplessità per quest'euforia, anche perché è saltato il suo progetto dei quant. Wendy chiede ad Axe di poter usare i suoi uomini, spiegando che le servono per una faccenda familiare riservata. Bryan torna al Distretto Sud, sentendosi un pesce fuor d'acqua tra l'indifferenza dei vecchi colleghi.
Axe incontra Todd Krakow, diventato segretario al tesoro, che gli propone una speculazione sul gas naturale, settore che sta per subire un'importante riforma. Taylor ottiene da Axe un portafoglio di 1.000.000.000 $ come gratifica per il suo operato. Axe licenzia Spyros, tacciandolo di non essersi fatto apprezzare dai colleghi e non aver portato alcun valore aggiunto alla società. Dopo aver deriso Spyros per la sua caduta, Stearn accetta di ricevere dall'ex nemico soffiate sulle società su cui poter speculare. Lara si presenta alla Axe Capital per discutere una questione finanziaria con Axe. Il figlio Gordie, rimasto solo mentre i genitori parlavano in disparte, entra nell'ufficio di Wendy e inizia a confidarsi con lei. Lara, uscita dal colloquio con Axe, si arrabbia nel vedere Wendy parlare con suo figlio. Axe non ha ancora mantenuto la promessa fatta a Taylor, volendo che si occupi della speculazione sul gas naturale. Scolari, il braccio destro di Foley, spiega a Chuck che l'unico ostacolo verso la nomination resta Bob Sweeney, l'ex candidato che Chuck ricattò con la storia del campo rieducativo per il figlio gay, il cui sostegno è fondamentale per l'unità del partito. Chuck convince Sweeney a far fronte comune contro Foley in cambio di un aiuto per la sua rielezione a sindaco di Buffalo. Chuck non ha perdonato Bryan per il suo tradimento e lo licenzia. Chuck incastra Foley con l'accusa di importare acciaio scadente, da lui certificato di alta qualità e rivenduto a prezzo esorbitante al governo. Ora Chuck ha un'arma per ricattere Foley, il quale dovrà limitarsi a essere un consulente senza esigere alcunché da lui. Onorando la promessa fatta da Chuck di concedergli qualsiasi cosa in cambio del favore per la Ice Juice, Degiulio vuole che resti procuratore, altrimenti avrà il fianco scoperto e non potrà coronare il sogno di essere eletto alla Corte suprema.
Axe decide di riassumere Spyros, dopo che Stearn gli ha sottoposto l'interessante strategia di investimento da lui elaborata e di cui la Axe Capital potrà avvantaggiarsi. Axe offre a Lara uno sconto sulla commissione, a condizione che i figli non si trasferiscano fino al college. Chuck annuncia che sarà Sweeney a correre come candidato governatore, cui offre tutto il suo appoggio. Wendy si presenta nella suite d'albergo in cui Charles doveva incontrare la sua fidanzata, mettendolo in guardia dal provare nuovamente a pestarle i piedi.
- Ascolti USA: telespettatori 965.000 – rating 18-49 anni 0,2%[10]

## Rompere il ghiaccio
- Titolo originale: Icebreaker
- Diretto da: Stacie Passon
- Scritto da: Adam R. Perlman e Willie Reale

### Trama
Chuck accompagna il procuratore generale Jeffcoat in Texas per una battuta di caccia. A una settimana dall'inizio del processo contro Jose Lugo, Jeffcoat si aspetta che Chuck mantenga la promessa di farlo condannare per l'omicidio della guardia carceraria. Kate prepara l'accusa contro Lugo, pur consapevole che fosse stato per lei ne avrebbe assunto la difesa. Axe punta a chiudere un accordo con il russo Grigor Andolov, avendo bisogno di un investitore importante in vista dell'aumento di capitale. Pur dubitando che Axe sia pronto a tornare in campo, Andolov intende concedergli una possibilità. Taylor sottopone all'uomo di Andolov l'ingresso della Axe Capital negli investimenti ambientali, incassando uno scontato rifiuto. Wendy vende la macchina che le regalò Axe. Stearn è agitato per la scomparsa del suo dollaro fortunato e accusa Bonnie, la nuova collega trader, di sapere dove si trova e non volerglielo dire.
Lugo muore nel tragitto dal penitenziario al carcere. Kate è convinta che si tratti di una vera e propria esecuzione da parte dei secondini per vendicare il collega morto. Chuck accetta di ritirare le accuse contro Lugo e, convinto che con la sua morte Jeffcoat abbia ottenuto ciò che voleva, punta a muovere causa contro le guardie che lo hanno ucciso. Tuttavia, Jeffcoat continua a considerare Lugo il vero criminale e intima Chuck di non azzardarsi a procedere contro i secondini. Axe prova a ricucire con Andolov, garantendogli che i suoi agganci nel governo permetteranno loro di concludere qualsiasi affare. Axe fa incontrare Andolov con Krakow, garantendo che farà lui da tramite ai loro scambi. Taylor dice a Wags che a suo parere Axe ha commesso un errore a bocciare la proposta ambientale. Wags porta Taylor fuori da un castello, dove vive la sua ex moglie, che decise di sposare nonostante Axe lo avesse avvertito di non farlo. Da quel momento Wags, che si è separato quasi immediatamente, non ha più dubitato della parola del suo capo. Taylor riunisce in segreto il vecchio team quant per continuare a lavorare al loro progetto. Alla Axe Capital si scopre che è stato Rudy, un dipendente di secondo piano, a rubare il dollaro fortunato di Bill. Per punizione Rudy deve scambiare la postazione di lavoro con Bonnie. Bryan è assunto in prova come consulente per l'FBI, grazie alla raccomandazione dell'agente ed ex collega al Distretto Sud Terri Mccue.
Chuck e Wendy escono a cena con Lonnie e sua moglie. L'incontro non va per il verso giusto, poiché Lonnie ha affermato che il vecchio Chuck avrebbe perseguito le guardie senza preoccuparsi delle minacce del procuratore. Wendy suggerisce al marito di trovare qualcosa contro Jeffcoat. Axe e Andolov siglano la loro intesa.
- Ascolti USA: telespettatori 952.000 – rating 18-49 anni 0,2%[11]

## Redenzione
- Titolo originale: Redemption
- Diretto da: Jake Polonsky
- Scritto da: Brian Koppelman, David Levien e Matt Fennell

### Trama
Chuck onora la promessa fatta a Sweeney, consegnando a Kornbluth del Financial Journal i reati commessi dal suo sfidante a sindaco di Buffalo. Chiedendo al giornalista tutto quello che sa a proposito di Jeffcoat, Chuck è indirizzato verso gli affari poco chiari che il procuratore generale e suo fratello, un predicatore evangelico, hanno condotto nel network di stazioni tv che trasmettono le attività della loro chiesa. Accettando di indagare su Jeffcoat, Kate prega Chuck di non coinvolgere suo padre, anch'egli impegnato nel settore televisivo. Andolov comunica ad Axe che ha deciso di ritirare il proprio capitale dalla Axe Capital, avvalendosi dell'assenza di una clausola di preavviso non prevista nei loro accordi, poiché ha ricevuto un'opportunità di investimento più allettante nel settore petrolifero. Axe mobilita tutti i propri uomini alla ricerca di nuova liquidità, senza cui sarà impossibile lanciare l'aumento di capitale. Wags suggerisce ad Axe di rivolgersi a Frotty Ansiman, un intermediario decisamente borderline, ma che possiede importanti entrature con i principali regimi dittatoriali del mondo. Ben Kim si rivolge a Wendy perché aveva un'idea di investimento per aiutare la società, ma non ha avuto il coraggio di comunicarla ai superiori. Wendy ritiene Ben un giovane brillante che però rischia di essere frenato dalla sua timidezza, quindi gli consiglia di fare una "pazzia" davanti ai colleghi per dimostrare di avere quel quid in più che fa la differenza.
Jeffcoat si presenta a sorpresa nel Distretto Sud. Constatando come la città sia diventata un coacervo di violenza e perdizione, il procuratore generale vuole che Chuck dia assoluta priorità ai casi di droga, autoinvitandosi inoltre a casa sua per una cena a quattro con Wendy e sua moglie Anne. Venendo meno alla richiesta di Kate, Chuck parla con suo padre. Frank Sacker non può sbilanciarsi troppo a causa del suo ruolo nel settore televisivo, tuttavia lo invita a scavare sugli accordi stipulati dai network televisivi. Jeffcoat è stato governatore del Texas, sfruttando la posizione di potere data dalla carica per espopriare i terreni sotto cui far passare i cavi delle stazioni televisive, avvantaggiando sé stesso e il fratello. Chuck si mette alla ricerca del finanziere di Jeffcoat, tale Ashley Cutler, che si è dato alla fuga non appena saputo di essere sotto indagine. Forando la gomma nel tragitto verso la villa di Cutler, Chuck fa tardi alla cena con Jeffcoat a casa sua. Il procuratore generale, consapevole che Chuck non si sta certamente adoperando per la sua crociata antidroga, capisce che sta bollendo qualcosa di grosso in pentola. Ansiman accetta di offrire ad Axe i soldi della Giordania, in cambio di una quota della Axe Capital e della sua riabilitazione pubblica. Taylor e Oscar cenano in un ristorante esclusivo con Payton Breen, giovane imprenditore che sottopone loro un avveniristico progetto di mappatura del genoma, un'area di investimento potenzialmente utile per la Axe Capital.
L'FBI bracca Cutler in un motel di Newark. Chuck si fa raccontare le manove occulte compiute dai Jeffcoat, i quali mascheravano i profitti come fossero perdite e successivamente riciclavano il denaro attraverso le donazioni della chiesa, investendo nella realizzazione dei cavi con cui estendere il network tv. Dal suo nuovo ufficio all'FBI Bryan sente che l'operazione Cutler è stata un favore a Kate, intuendo quindi che dietro c'è l'ennesima manovra di Chuck. L'accordo tra Axe e Ansiman salta perché quest'ultimo, al momento di firmare, si intestardisce nel volere un ruolo di comando dentro la società, spingendo Axe a ritirare l'offerta. A questo punto ad Axe non resta altra possibilità che investire nei sempre redditizi fondi pensione. Ben Kim sceglie il momento meno opportuno per sfogare la sua "pazzia", esibendosi in uno strip-tease dentro l'ascensore di fronte agli attoniti manager che, scandalizzati, annullano la trattativa. Ben ha l'occasione di esporre la sua idea ad Axe, avendo individuato movimenti anomali a Milwaukee nel segmento delle auto a noleggio. Axe si complimenta con Ben per il colpo di genio, dandogli finalmente il riconoscimento che merita.
Kate è risentita con Chuck per aver parlato con suo padre, pur ammettendo che dal genitore è arrivato un assist decisivo per incastrare Jeffcoat. Axe compra il 50% della startup sul genoma di Breen, indispettendo Taylor che stava conducendo la trattativa per conto proprio. Axe è invitato a cena da Andolov, scoprendo che il russo aveva mentito a proposito della sua intenzione di uscire dalla Axe Capital perché voleva metterlo alla prova. Avendo quindi constatato che Axe è veramente dotato di sangue freddo, Andolov decide di tornare sui suoi passi e stavolta accetta l'inserimento della clausola di preavviso.  Uscito dal ristorante, Axe sente la necessità di andare a trovare sua madre.
- Ascolti USA: telespettatori 775.000 – rating 18-49 anni 0,1%[12]

## Bonus
- Titolo originale: Kompenso
- Diretto da: Jessica Yu
- Scritto da: Adam R. Perlman

### Trama
Chuck incontra Ira al ristorante, scoprendo che si è sposato ed è al lavoro per mantenere l'alto tenore di vita della moglie Taiga, auspicando che dopo gli ultimi reciproci sgarbi possano considerarsi pari. Chuck si reca da Peter Decker, l'ex speculatore che contribuì a stanare Axe, oggi affermato imprenditore nel fitness. Chuck usa Decker per rivelare a Ira che Taiga, desiderosa di lanciarsi nel circuito dello yoga, sta facendo affari occulti con lui. Ira però non ha firmato un accordo prematrimoniale, quindi non si trova nella posizione ideale per chiedere il divorzio. Alla Axe Capital è il giorno del bonus e Axe decide di concedere qualcosa a tutti i dipendenti, in ragione dello sforzo compiuto per tirare avanti la baracca in sua assenza. A questo proposito emergono dissidi con Taylor, il cui bonus non corrisponde alle sue aspettative considerando che ha avuto il peso della società sulle proprie spalle. Facendosi portavoce del disagio di Taylor per il mancato riconoscimento da parte di Axe delle sue qualità, Wendy si rivolge a Lara per provare a convincerlo a mostrare più riconoscenza verso chi è stato meritevole. Lara, in qualità di principale investitore della Axe Capital, spinge l'ex marito a fare uno sforzo per avvicinarsi alle richieste di Taylor. Jeffcoat incarica l'FBI di avviare un'indagine interna su chi fa soffiate ai media.
Axe comunica a Taylor che ha deciso il suo inserimento nella squadra del rilancio, dopodiché raddoppia il bonus di Wendy per la mediazione esercitata con Lara. Chuck convoca Anthony Radelli, l'amante di Taiga che è dietro ai suoi loschi affari, e lo minaccia di aprire un caso federale contro di lui. Dopo aver chiesto a Charles la disponibilità del suo appartamento, Chuck fa firmare a Taiga un accordo postmatrimoniale in cui lei ha il diritto di avere 50.000 $ per ogni anno di matrimonio. Chuck e Ira si riconciliano, iniziando a frequentarsi spesso come ai vecchi tempi. Axe regala a Wags uno stock di numeri della rivista pornografica Oui appartenuti a suo padre. Bryan si reca a Charlottesville da Dake, diventato professore di legge, per sapere come mai ha deciso di proteggere Chuck nel caso Ice Juice. Dake ammette che Chuck andrebbe fermato. Intanto, Chuck convince il procuratore di New York Alvin Epstein a muovere causa contro Jeffcoat per intralcio alla giustizia, affinché il procuratore generale faccia la prima mossa e diventi vulnerabile. Apprestandosi a lanciare un algoritmo quant per un aumento di capitale, Taylor chiede di avere un colloquio con Andolov.
- Ascolti USA: telespettatori 900.000 – rating 18-49 anni 0,2%[13]

## Conteggio Elmsley
- Titolo originale: Elmsley Count
- Diretto da: Colin Bucksey
- Scritto da: Brian Koppelman e David Levien

### Trama
La Axe Capital partecipa all'annuale campagna di fundraising organizzata dalla Spartan-Ives. Taylor è in procinto di abbandonare Axe, mettendosi in proprio con la creazione del Taylor Mason Capital, un hedge fund il cui primo investitore sarà Andolov. Chiuso l'accordo con il russo, Taylor si precipita a tenere la presentazione della Axe Capital davanti agli investitori. Al termine della giornata Axe festeggia i 6.000.000.000 $ raccolti dalla Axe Capital, tornata finalmente in pista. Bryan annuncia a Kate che ha scoperto gli intrallazzi di Chuck con l'FBI, quindi può decidere di aiutarlo oppure essere coinvolta con lui. Kate replica che si tratta di una strategia volta non a proteggere Jeffcoat, bensì a distruggerlo. Chuck ed Epstein lanciano il loro attacco al procuratore generale.
Il giorno seguente Wags scopre che i soldi raccolti dalla Axe Capital sono spariti. Axe capisce che Taylor l'ha raggirato attraverso il conteggio Elmsley, aprendo la sua società e portandosi dietro Mafee. Axe ordina a Wendy di controllare tutti i dipendenti, verificando chi è in odore di passare con Taylor. Andolov promette ad Axe di risolvere il suo problema con Taylor, ricorrendo a una soluzione drastica che nemmeno lui ha mai avuto il coraggio di prendere. Axe si presenta nella sede del Taylor Mason Capital, pretendendo di riavere indietro i suoi soldi e minacciando Taylor che adotterà qualsiasi metodo pur di fermare la sua corsa. Jeffcoat convoca Chuck per chiedere il suo aiuto sull'indagine di Epstein contro la Texas South Cable di suo fratello, additando Ashley Cutler come il responsabile dell'intera questione. Chuck subordina il suo aiuto alla certezza che manterrà il suo posto fino al termine del mandato di Jeffcoat, inoltre vuole che il Distretto Sud torni a essere indipendente e libero di assumere le proprie decisioni.
Mentre Chuck organizza l'agguato a Jeffcoat in una sauna, Taylor propone a Wendy di passare al suo fondo e ricominciare da capo dopo tutti gli errori commessi alla Axe Capital. Wendy rifiuta, asserendo che Taylor è ancora troppo giovane e non conosce altri valori rispetto ai soldi. Dopo aver chiesto ad Hall di incrementare la sorveglianza su Lara e i ragazzi, Axe rifiuta l'offerta di Andolov. Il russo annuncia che ritira tutti i propri soldi dalla Axe Capital, passando al fondo di Taylor. Arrivato nel suo ufficio, Chuck trova riuniti Jeffcoat, Epstein, Kate, Bryan e Dake. Jeffcoat ha nominato Epstein viceprocuratore e smaschera le trame ordite da Chuck per abbatterlo. Jeffcoat licenzia Chuck e nomina Bryan procuratore federale del Distretto Sud ad interim. Wendy informa Axe del tentativo di Taylor di portarla con sé. Axe si presenta a casa di Chuck per suggellare la loro alleanza, sovrintesa da Wendy, contro Jeffcoat e Taylor.
- Ascolti USA: telespettatori 938.000 – rating 18-49 anni 0,2%[14]